# كاسيوس (تمساح)
كاسيوس هو تمساح مياه مالحة ذكر، اعترفت به موسوعة غينيس للأرقام القياسية باعتباره أكبر التماسيح الأسيرة سنًا سنة 2011. بلغ طول كاسيوس قرابة 5.5 أمتار، ووصلت زنته لقرابة طن. اعتُقد أنه بلغ العاشرة بعد المائة من عمره على الأقل، على أن هذا غير مؤكد يقينًا، احتُفظ به في حديقة مارينلند للتماسيح، وهي حديقة حيوانات في جزيرة جرين بولاية كوينزلاند بأستراليا.
فقد كاسيوس لقبه القياسي سنة 2012 لصالح لولونك، وهو تمساح مياه مالحة بلغ طوله 6.17 مترًا، اصطيد في جنوب الفلبين. استعاد كاسيوس اللقب واحتفظ بالرقم القياسي بعد نفوق لولونك في فبراير 2013.
قال باحث التماسيح البروفيسور جرايم ويب إن كاسيوس كان «تمساحًا كبيرًا عجوزًا» تراوح عمره بين ثلاثين وثمانين سنة عندما اصطيد سنة 1984، و«لعلَّه بلغ من العمر مائة وعشرين سنة» في سنة 2023.
نفق كاسيوس بعد تدهور صحته في نوفمبر 2024.
اشتهر كاسيوس بإثارة فزع أهالي منطقته وزائريها، إذ كان يهاجم القوارب في نهر فينيس في الإقليم الشمالي إلى أن قُبض عليه سنة 1984. أحضره صائد التماسيح جورج كريج، الذي افتتح حديقة مارينلند ميلانيزيا في عام 1969، إلى جزيرة جرين بعد ثلاث سنوات من أسره. بلغ طول كاسيوس 5.30 مترًا حينما استحوذت عليه حديقة الحيوانات.